# Mike Gravel
Maurice Robert "Mike" Gravel (Springfield, Massachusetts, 1930. május 13. – Seaside, Kalifornia, 2021. június 26.) amerikai politikus, a Demokrata párt tagja, szenátor, a 2008-as amerikai elnökválasztás visszalépett jelöltje.

## Fiatalkora
Springfieldben nőtt fel, kanadai francia bevándorló szülők gyermekeként. Édesanyja Marie Bourassa volt, édesapja Alphonse Gravel. Hétéves koráig csak franciául beszélt. Tanulmányi eredményei gyengék voltak, állítása szerint diszlexia miatt. Egy egyházközségi iskolában tanították, római katolikus előírások szerint. Nővére később apáca lett, de ő maga vonakodott követni az egyház előírásait. Egy évig az American International College hallgatója volt, 1951-ben besorozták a hadseregben, ahol 1954-ig Nyugat-Németország területén teljesített speciális ügynöki feladatokat. Később New Yorkban a Columbia Universityre járt, ahol közgazdaságtant tanult. 1956-ban a Természettudományok baccalaureusa fokozatot kapta meg. Ezután alkalmi munkákból tartotta fenn magát, taxisofőrként, csaposként egy hotelban, illetve a Bankers Trustnak dolgozva. Ez idő alatt vesztette el a katolikus vallásba vetett hitét.

## Politikai pályája
1956-ban költözött Alaszkába vagyon és munka nélkül. Szándékai szerint jelölt akart lenni valamilyen politikai tisztségre. ez idő tájt Alaszkában a választási nagykorúság 19 év volt. Egy ideig több különböző hivatást töltött be; dolgozott bankárként, ingatlanügynökként is.
1958-ban hiába próbált bekerülni a területi törvényhozó testületbe. Egy évre rá országos körutat szervezett, ahol az adóreformmal kapcsolatban.
1960-ban sikertelenül próbált bekerülni a városi tanácsba. 1962-ben néhány vagyonos mecénás segítségével sikeresen bekerült az alaszkai küldöttgyűlésbe, aminek 1966-ig volt tagja. A ciklus után nem indult újraválasztásért; helyette az Amerikai Egyesült Államok Képviselőháza alaszkai helyét célozta meg. Ralph Rivers-szel szemben 1300 szavazattal vesztett. A vereségét követően kiszállt a politikából, és ismét az ingatlanbiznisz fele fordult Anchorage-ben. 1968-ban Ernest Gruening ellen indult a szenátusba való bejutásért. Gravel kampányát főként a fiatalságára alapozta; ellenfele 81 éves volt.
Szoros versenyben legyőzte ellenfelét, a szavazatok 45%-át megszerezve. A szenátusban pénzügyi és belügyi testületekben tevékenykedett. elnöke volt a vízenergiával, energiaforrásokkal és környezetszennyezéssel foglalkozó albizottságoknak. 1972-ben aktívan kampányolt az alelnöki székért. Az akkori elnökjelölt, George McGovern azonban nem őt, hanem Thomas Eagletont jelölte alelnökének. Rá két évvel 58%-kal ismét tagja lehetett a szenátusnak, ellenfele 42%-ot szerzett csupán. Pozícióját 1980-ban vesztette el, az akkori választásokon már nem tudott nyerni. Ez a kudarc derékbe törte karrierjét; teljesen kiesett a politikából. Kénytelen volt ismét ingatlan- és tőzsdeügynökként, tanácsadóként dolgozni. 
Csak 1989-ben tért vissza a politikába; létrehozott egy alapítványt, hogy segítse a közvetlen demokráciát. 2006. április 17-én ő volt az első hivatalos jelölt a 2008-as amerikai elnökválasztásra. Pénzszűkében lévén kampánykörútjának helyszíneire tömegközlekedéssel jutott el; enyhébb adóterheket ígért a középosztály és a szegényebb emberek számára. Hangsúlyos szerepet kapott még az iraki háborúból 120 napon belüli kivonulás tervezete is.

## Külső hivatkozások
- Hivatalos kampányoldala
- Youtube profilja
- Blogja
- Hivatalos Myspace oldala